# Dick Haley
Dick Haley (Midway, Pensilvania; 2 de octubre de 1937 – 10 de marzo de 2023) fue un jugador y ejecutivo estadounidense de fútbol americano que jugó en la posición de cornerback con tres equipos en seis temporadas en la NFL, siendo cuatro veces campeón del Super Bowl.

## Carrera

### Jugador
Fue elegido en la posición 100 en la novena ronda del Draft de 1959 por los Washington Redskins proveniente de los Pittsburgh Panthers, con los que jugó en sus dos primeras temporadas. En 1961 pasa a jugar a los Minnesota Vikings, pero a media temporada regresa a su estado natal para jugar con los Pittsburgh Steelers, equipo con el que se retira en 1964.

### Ejecutivo
En 1971 pasa a ser el director del personal de jugadores de los Pittsburgh Steelers, donde la franquicia gana cuatro títulos de Super Bowl, recibiendo el crédito por las selecciones del Draft de 1974, la cual fue la clave para los títulos obtenidos gracias a que reclutaron jugadores futuros miembros del Salón de la Fama como Lynn Swann, Jack Lambert, John Stallworth y Mike Webster.
Se mantuvo en su cargo hasta 1990 cuando pasa a ocupar el mismo puesto en los New York Jets hasta 2002. En 2003 cambia de puesto y pasa a ser analista hasta 2007 cuando pasa a ser analista de los Miami Dolphins

## Vida personal
Su hijo Todd Haley fue coordinador ofensivo en los Cleveland Browns y los Steelers, y también fue entrenador en jefe de los Kansas City Chiefs.

## Logros
- 4 títulos de Super Bowl (IX, X, XIII, XIV)
- Miembro del Pittsburgh Pro Football Hall of Fame